# Controvèrsia dels ritus

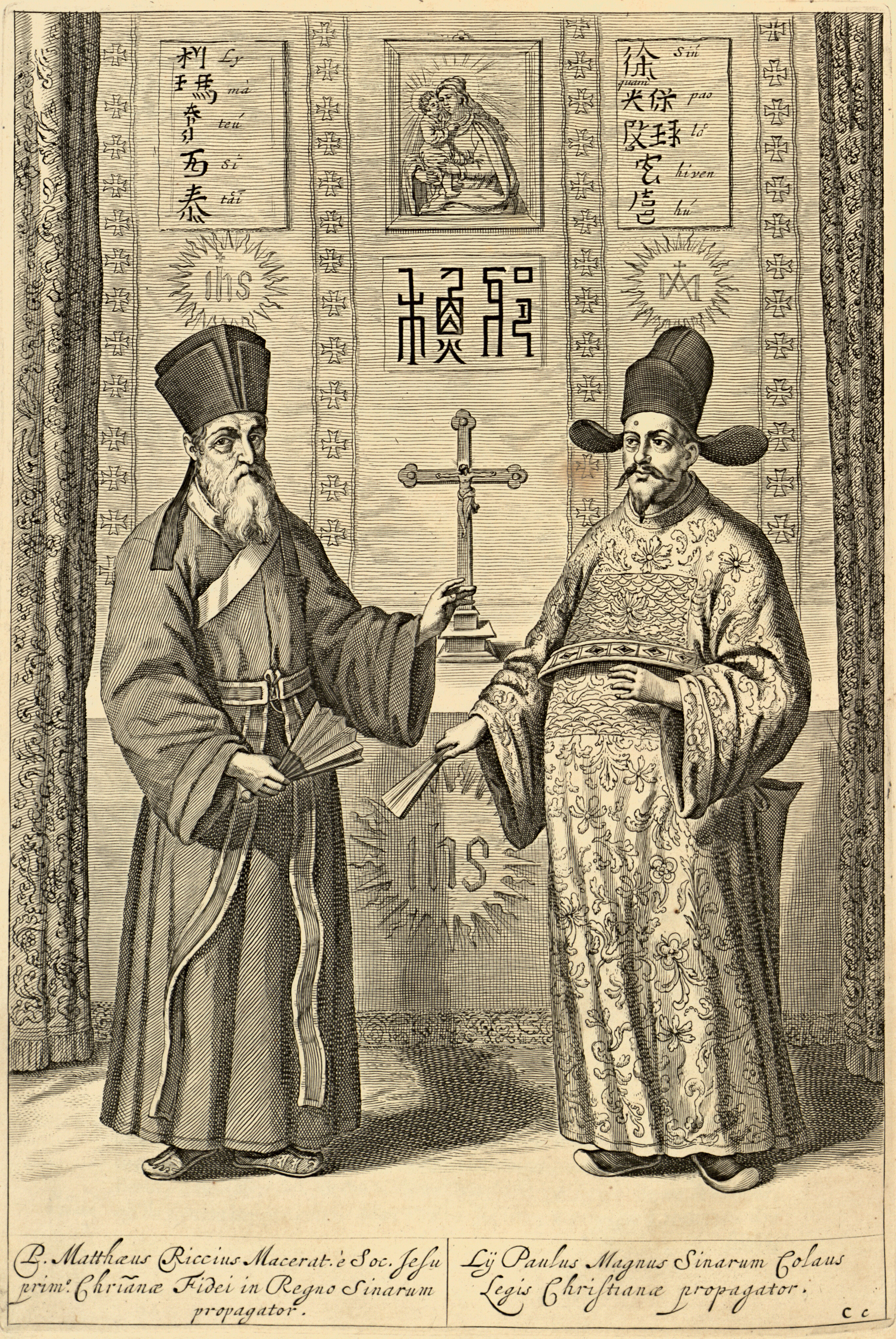
Matteo Ricci (a l'esquerra) i Xu Guangqi. Del llibre d'”Elements d'Euclides” en llengua xinesa.

La “Controvèrsia dels ritus” fou un conflicte que en els segles XVII i XVIII va sorgir entre els religiosos europeus arran de l'intent de predicar i.estendre ell catolicisme tot fent-lo compatible amb la religiositat dels xinesos (“culte als avantpassats”) i la doctrina confuciana. Amb l'arribada de Matteo Ricci ja es va comprovar la dificultat de trobar termes en xinès que ajudessin a estendre el missatge del cristianisme(per exemple 上帝 (Shāngdì, "Senyor del cel", equivalent a Déu" i 天 tiān, "cel"). La disputa va enfrontar, d'una banda als jesuïtes i per l'altra el dominicans i franciscans. Es van veure també implicats papes, la cort imperial i universitats. “La Sagrada Congregació de Roma per a la propagació de la fe”, en un primer moment, va fer costat als dominicans tot considerant els ritus incompatibles amb el cristianisme. Però més endavant, quan aquests (i els franciscans), van anar coincidint amb els jesuïtes, Roma va prohibir els ritus. S'ha considerat que la “Controvèrsia” va ser un dels motius que van trobar els adversaris de la Companyia de Jesús per desprestigiar-la i aconseguir la supressió de l'orde No va ser fins al segle XX quan la posició de l'Església es va apropar-se i respectar les cerimònies dels xinesos